# 斯科普里冶金足球俱樂部
史高比米達雷治足球會是北馬其頓的一家足球俱樂部，主場位於该国首都斯科普里。在2008至2016年間，球隊參加馬其頓足球甲級聯賽的賽事。

## 外部連結
- Official Website （馬其頓文）
- Club info at Macedonian Football （页面存档备份，存于） （英文）
- Football Federation of Macedonia （页面存档备份，存于） （馬其頓文）
- Makedonski fudbal （页面存档备份，存于） （馬其頓文）